# Agrimonia nipponica
Agrimonia nipponica là loài thực vật có hoa trong họ Hoa hồng. Loài này được Koidz. mô tả khoa học đầu tiên.